# 可愛い

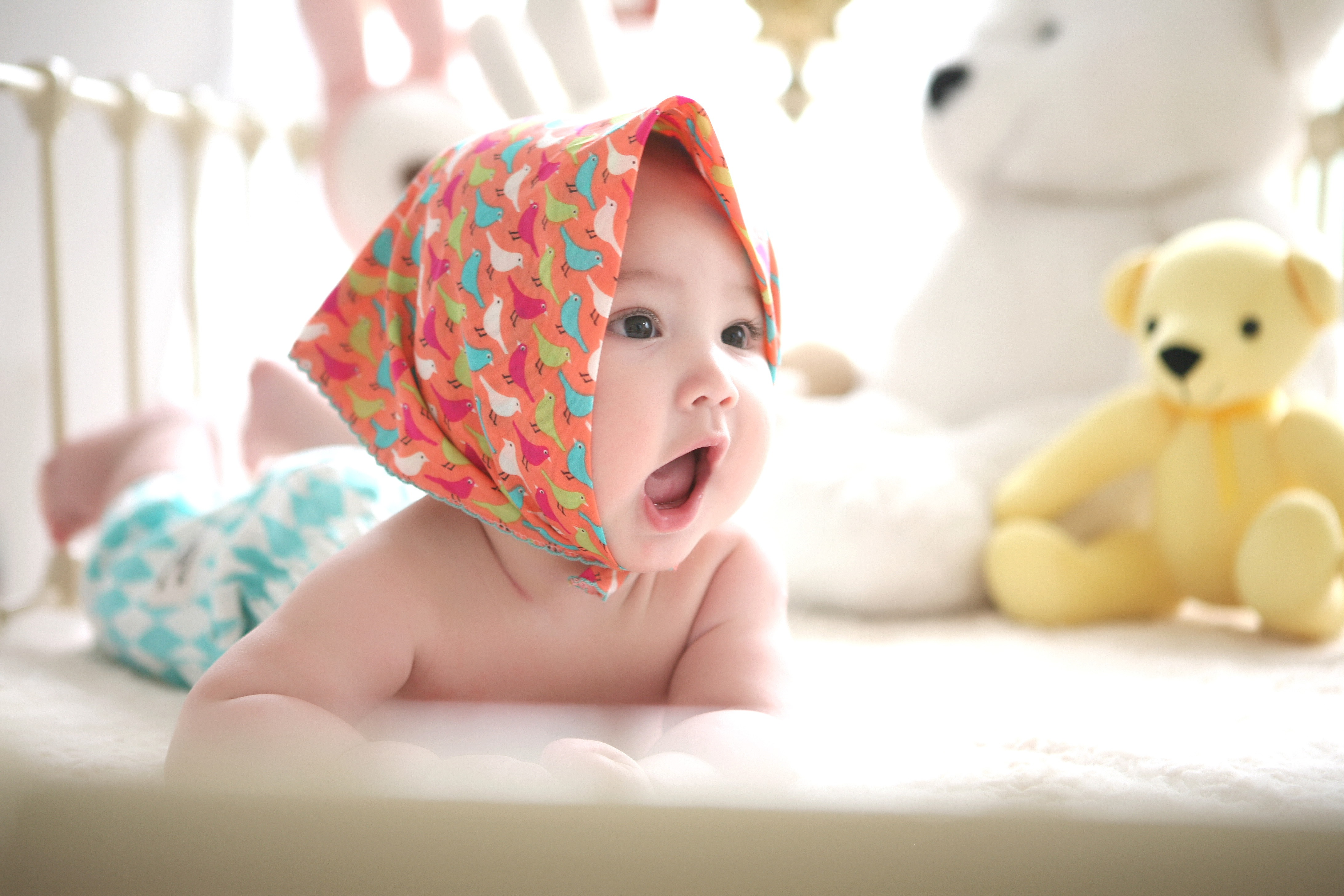
赤ちゃんのいたいけな形態や行動が示す"守られ""愛される"べき特徴（あるいはサイン）は、ヒトが具える本能と切っても切り離せない関係にあるが、「かわいい」という概念も密接に関係している。
また、それらはヒトという生物種に限らず、他の動物の幼体に対しても同様であることが珍しくない。

可愛い（かわいい）は、日本語の形容詞で、いじらしさ、愛らしさ、趣き深さなど、何らかの意味で「愛すべし、愛嬌がある」と感じられる場合に用いられる。また、「かわいそう」と関連するという考え方もある。派生語にはやや意味を強めた「可愛らしい」、動詞の「可愛がる」がある。
同義の古語は「うつくし（愛し）」（例：「うつくしきもの」〈『枕草子』〉）である。現代語の「かわいい」に該当する古語の「かはゆし（かわゆし）」は、「いたわしい」など相手の不幸に同情する気持ちを指す。
「可愛い」と同義の方言の語彙は、東北方言・北海道方言の「めんこい」や「めごい」（津軽弁など）がある。これらの語は古語の「めぐし（愛し）」から派生した。「めぐし」には、「いたわしい」と、現代語の「可愛い」の両方の意がある。

## 語源とその変遷
「かほはゆし（顔映ゆし）」が短縮された形で「かはゆし」の語が成立し、口語では「かわゆい」となり、「かわゆい」がさらに「かわいい」に変化した。
「かほはゆし」「かはゆし」は元来、「相手がまばゆいほどに（地位などで）優れていて、顔向けしにくい」という感覚で「気恥ずかしい」の意であり、それが転じて、「かはゆし」の「正視しにくいが放置しておけない」の感覚から、先述の「いたわしい」「気の毒だ」の意に転じ、不憫な相手を気遣っていたわる感覚から、さらに「かはゆし」（「かわゆい」「かわいい」）は、現代日本語で一般的な「愛らしい」の意に転じた。
「かわいい」の漢字と送り仮名による表記の「可愛い」は、当て字との説もあるが、中国から伝来した文学等の文書に見られる、「愛らしい」の意の語「可愛（可爱）」に由来するとも思われる。この語は現代中国語の普通話で「クゥーァアィ（普通話拼音：kě'ài〈日本語音写例：クゥーァアィ、クゥーアィ〉）」という音形を持つため、日本語「かわいい」と音も近似する（cf. #可愛）。現代中国語でも「愛らしい」の意では一般に使用される。
形容詞に「〜そう」をつけることで、推定を表す単語にすることが可能だが、「かわいい」の場合、「かわいそう」となり「哀れみ」などの意味にもとれることになり、話者の意図に合わない。そこで、最近では、「かわいい」の語源である「かわゆい」に「〜そう」をつけた形である「かわゆそう」という表現が適切だという見解もみられる。

## 意味
「可愛い」は幼いもの、小さいもの、愛嬌のある外観をもつ様子に対する情愛や愛着などを表現する意味合いが強い。そのため、恋人などを「かわゆく」思う場合は別として成人に使う場合は失礼とされていた。
「可愛い」の感情が内部から沸き出る主たるものが、生物の幼体に対する肯定的な感情の動きである。柔らかみを感じさせ、他者に対し攻撃・威圧的な印象を持たせない、丸みを帯びた曲線的な体の輪郭、大きな目とふっくらとした頬、見たものの保護感情をくすぐる小さな体躯と、発達の未熟さからくる不器用でたどたどしい身振りは可愛さの要素として不可欠なものである。さらにそこにはそれだけに留まらない生命力の発露を十分に感じさせる感情の躍動感も同時に必須となる。だから、動きもままならない生後間もない時期より、赤ちゃん自身の躍動をより肯定的な感情で表現できる笑いが豊かな時期の方がより望ましい。
さらに、上記の特徴を満たしている場合ならば、2次元的・抽象的な絵画、イラスト類に対してもこの感情の働きが起きる。
赤ちゃんの様子を見た時の内部の肯定的な感情が可愛いの実体であり、それを喚起させるものを「可愛い」と呼んで肯定的な価値を与えている。
しかし、現代においては、主に若年層が人物に対して「かわいい」と表現する場合、対象者の年齢・社会的地位などに対する敬意表現はほとんど考慮されず、目上の高齢者や成人男性、場合によっては、神仏の像や天皇に対して使用される例も散見される。これは「愛すべき」対象の適用範囲が、単なる外見にとどまらず性格やイメージに関してまで広がったことにより、対象に対して敵意を抱く要素や威圧的な要素がなく、自身の心を和ませる美点を持つと判断された場合に使われるようになったことによる。
また、客観的な優位者に対する場合に留まらず、若年層の女性が憧憬の念を含めて、自身の価値観に基づいて自身より優れていると認識した人物に対して使用する例もしばしば見られる。特にその人の社会的地位や役割からして自分と距離があっても仕方ないと感じている相手の距離感が近かったり、一時的に縮まった場合に「かわいい」と感じられやすい（例：気さくに話しかけてくれる校長先生や、普段とても冷静で落ち着いた上級生が恋に悩んでおろおろしていたりするのを見たとき）。そこには言葉の意味の変化にとどまらず、現代日本の若者の感情規範に変化があったものと推測される。
認知心理生理学の入戸野宏は「可愛い」を対象が持つ属性ではなく、ある対象にふれて生じる個人の感情と捉え、生物学的な基盤を持つ「可愛い」という感情と、文化的価値観としての「可愛い」からなる二層モデルを提案した。入戸野は「可愛い」と幼さは直接の相関が無いこと、「可愛い」という感情は対象に接近して社会的な関係を持とうとする動機と関連していることを実験によって示唆した。

### 意味の転用
現代では、人間や生物の特徴を持たない人工物などに対しても「可愛い」と認識・評価する場合がある。例えば、輸入雑貨店の洗濯ばさみも「可愛い」対象になりえる。感性工学の大倉典子は「かわいい」と評価される人工物の持つ属性の傾向を以下のように挙げている。
- 形は、2次元・3次元ともに円・球・トーラス型などの曲線的なものの方が「可愛い」と評価されやすい。
- 色は、20代の男女を対象とした「かわいい色」の評価実験によれば、マンセル・カラーの基本10色はどれも「可愛い」対象になりえるが、基本5色相以外の色相がやや評価されやすい傾向があった。また、明度・彩度ともに高いほど「可愛い」と評価されやすかったが、男性はやや暗い黄色を評価するなど、色相に依存した傾向も見られた。
- 大きさは、色と形が同じ場合、大きいものよりもある程度まで小さいものの方が「可愛い」と評価された。
- テクスチャーは、硬質なものより、柔らかい触感を想起させるものが「可愛い」と評価された。

「可愛い」は、愛着の表現として用いられる場合がある。例えば、トレーラーの運転手が自分のトレーラーに対して「かわいい」と表現する例は、運転手がそのトレーラーの外見や機能、使い勝手などに対して感じている愛着を示している。あるいは数学者が、自らの能動的な数学研究の過程、または得られた結論、証明などを「かわいい」とする場合もあるが、これは「美」に起因する「愛しい」という感情にも近い。この様な用法は、他人には理解し難いこともあるだろうが、同じ趣味や業種の人達の間では理解されやすいことも少なくない。 
また、動詞化した「かわいがる」という表現が、本来の「かわいいと思う」ことのほか、自身より目下にある者を重用したり世話をする、いわゆる「目にかける」行為を指すほか、角界をはじめとするスポーツ界などにおいては反語的に「シゴく」「虐める」の意味で用いられる。

## 派生概念
1990年代以降の若者言葉として、「エロかわいい」、「キモかわいい」のように、異なる形容詞との組み合わせで、どのようにかわいいかを指示する用法が生まれた。これは「エロい」や「キモい」といった侮蔑的または際どい表現を「かわいい」として捉え、そのネガティブな印象を和らげている。

### エロかわいい

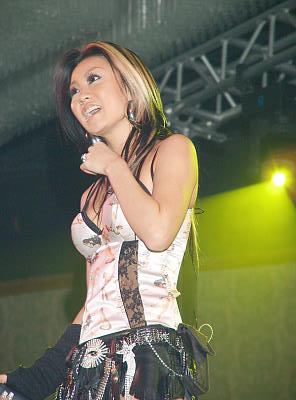
「エロかわいい」ファッションで人気を博した倖田來未／2005年（平成17年）撮影。

「エロかわいい」は、「エロい」＋「可愛い」の合成語であり、セクシーさや性的魅力を含んだかわいらしさを示す概念である。語の発祥時期は不明だが、2002年の『smart』のワンコーナー「ちんかめ」内で確認される。2003年3月頃には、ゲームソフト『スターオーシャン3』の登場キャラクター「ソフィア」に萌えを見出した人物が2ちゃんねるに「SO3のソフィアたんはエロカワイイ」というスレッドが立っている。「エロカワイイ」という斬新なフレーズに感化された者が「（作品名）の（キャラ名）はエロカワイイ」というスレッドを乱立させ、「エロカワイイ」は一時2ちゃんねる内の流行語となった。
2004年頃には歌手の倖田來未が自らのセクシーなファッションを「エロかわいい」と表現したことから、ファッション界でも「エロかわいい」は一般的な言葉として認知され、「エロかわ」といった略称も生まれた。ファッション雑誌でも表紙に「エロかわ」の見出しが多く見られるようになり、倖田來未自身からも「エロかっこいい」、「エロかっこかわいい」といった表現も誕生している。
「エロかわ」とされる衣服の傾向は、セクシーな要素と可愛い要素の組み合わせで成り立っている。
セクシーな要素としては、肌の露出が多い、ランジェリー風のデザイン、シースルーの使用、黒色の使用などが挙げられる。逆に可愛い要素としては、フリル、リボン、レースの使用、水玉模様の使用、ピンク色の使用などが挙げられる。

### ブサかわいい

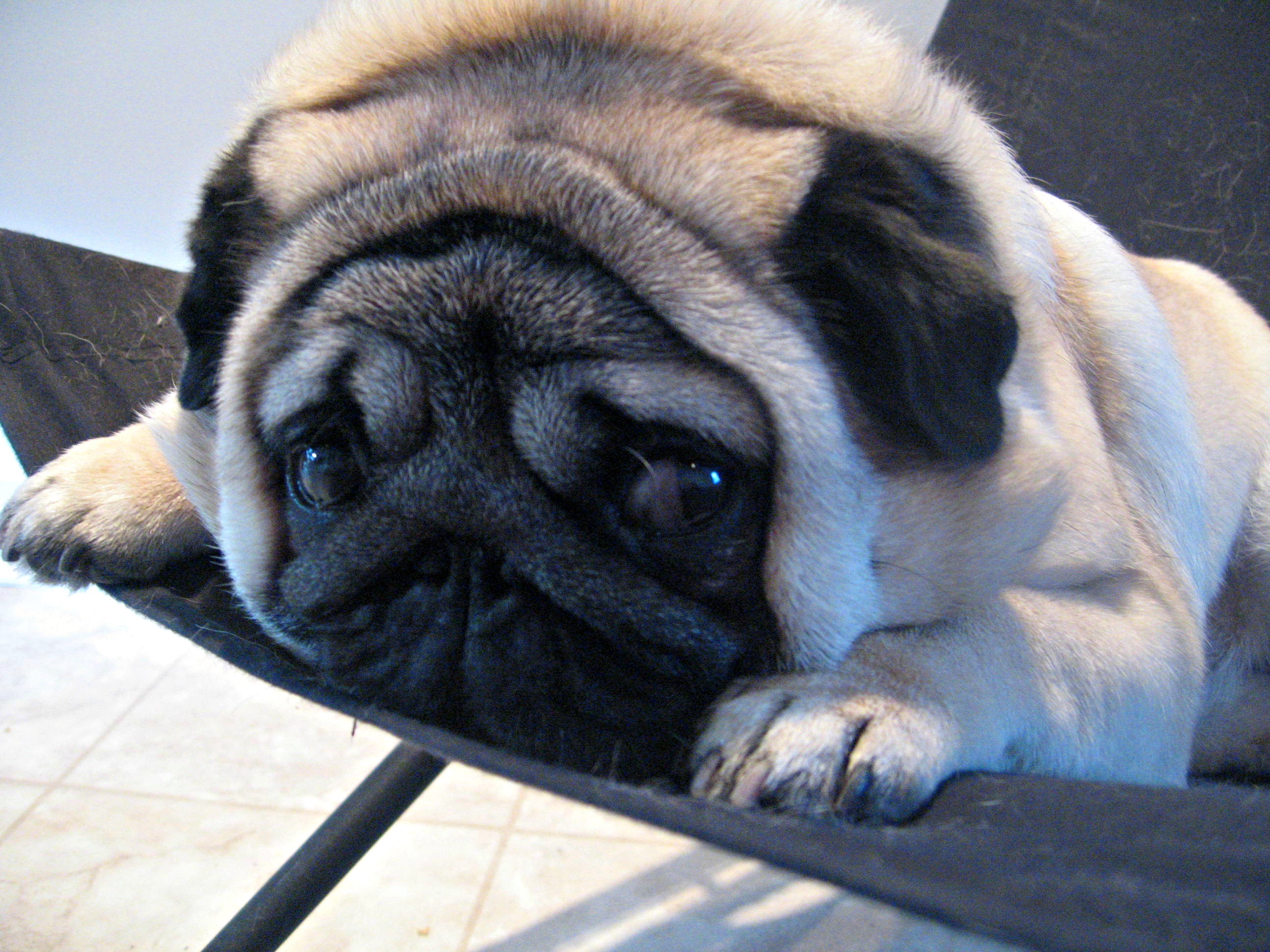
パグ

「ブサかわいい」とは、「不細工」と「可愛い」の合成語である。まれに「ブスかわいい」、「ブスかわ」ともいう。主にペットや女性に対して使われる。
女性に対しては、整った容姿ではなく一見不細工なようでも、愛嬌があり可愛らしい女性を指していう。またペットに対して「ブサかわいい」という言葉を使う時は、パグやブルドッグなどの愛嬌のある顔つきの可愛らしさを表現する。いささか不細工でありながらも、それがかえって可愛いという意味で使われる点は同様である。

### キモかわいい
「キモかわいい」は「キモい（気持ち悪い）」と「可愛い」の合成語で、気持ち悪さや不気味さを持ちながら、それゆえに可愛らしくもあるさま。「キモかわ」ともいう。
1990年代末から使われ始めた若者言葉で、ダンシング・ベイビーなどのキャラクターを指して使われるようになった。当初は人間に使われることはなかったが、2000年代に漫才師のアンガールズがブレイクしたとき、彼らのシュールなたたずまいは“キモかわいい”と表現された。
「キモい」と「かわいい」は相反する形容詞であるが、ゴジラのような「怪獣」が「かわいい」姿にデフォルメされ、キャラクター商品化される例は以前から少なくなかった。日本国外でも1984年のアメリカ映画『グレムリン』に登場するクリーチャーであるモグワイなど、不気味さと可愛らしさを同時に表現しているものは存在していた。
2000年代以降のゆるキャラブームによって、「キモかわいい」として人気を得ているキャラクターが多数存在する。中日ドラゴンズのマスコットドアラや、奈良県・平城遷都1300年記念事業のマスコットせんとくん、スポンジ・ボブ、ウサビッチ、こびとづかん、カモノハシのイコちゃんなどがその例である。

### その他の表現
参考
- ゆるかわいい - ゆるい + かわいい - 「ゆるかわ」「ゆるカワ」と略される。
- カッコかわいい - カッコ（かっこ）いい + かわいい - コンパクトカーや軽自動車でも用いられる。
- きれかわいい - 綺麗（きれい） + かわいい - 主に女性に対して使われる。美人俳優やアーティストやファッションモデルや読者モデルまたはアイドルなどに対してよく用いられる言葉。
- めちゃかわ - とてもかわいい例え。
- つよかわ - 強くて尚且つ可愛い例え。

## 他言語への輸出
21世紀現代の日本語「かわいい（可愛い）」は他言語圏へ輸出されてもいる。ほとんど全ての輸出は日本語発音（IPA）[ /kaɯβ̞aii/ ] の音写形としてである。
日本のポップカルチャー研究家・櫻井孝昌によれば、2009年（平成21年）時点で「21世紀に入って世界に最も広まった日本語」であり、その広がりは、「かわいい」に相当する語──その言語における「かわいい」の借用語──を実際に使用しているわけではない高齢世代にも語意を理解されるまでになっている。普及していることについて櫻井が提示する一つの証左として、外務省が2009年（平成21年）2月26日付で行ったポップカルチャー発信使（公認の通称：カワイイ大使）就任の記者会見やインタビューにおいて、当局の配布資料に記されていない「かわいい」（実際にはそのローマ字表記である『kawaii』）という語に関して日本国外メディアから一切の質問が無かったという事実がある。この例にあるとおり、日本国外メディアにおいて（※少なくともそれら日本担当者において）「かわいい」という語はこの時点で既に解説不要なほどに周知されていた。「かわいい」にいくらか近い意味をもつ語は諸言語にもあるが、根底にある概念から極めて類義と見なせるようなものは存在しないため、「かわいい」「kawaii」という語が輸出されて使われるようになったのだと、櫻井は分析している。
もっとも、日本語以外での語義は、辞書に載っている現代日本語「かわいい（可愛い）」そのままではなく、それを含むかなり広い範囲の意味をもつ包括的概念と考えるほうがよいとも、櫻井は言っている。実際、日本国外での用法を日本語話者向けに解説する場合には、日本語の用法と日本語以外での用法を明確に区別する目的をもって、日本語以外で借用語として用いられるものを「カワイイ」と片仮名表記することで示そうとする例が多い（※本項もこれに準じる）。「カワイイ」を象徴するキャラクターの代表格としてはハローキティがある。他方、日本国外製の──より厳密には、日本や東京のテイストを含まない──スヌーピーのようなキャラクターに「カワイイ」は用いられない。つまり、日本語由来借用語の「カワイイ」には「日本」や「東京」を文化的背景とするものに対する評価が含まれているのだと、櫻井は言う。
日本語由来借用語の「カワイイ」は、10代から20代の若い女性の間で、現代日本的で小さくて愛らしいという意味で用いるのが、主な用法である。このほか、漫画やアニメなどの日本文化が輸出された際に、現地の読者・視聴者がそれらに登場する可愛いキャラクターに対してこの語を用いる。
- 中国語圏では、旧来の中国語「可愛（普通話拼音：kě'ài〈日本語音写例：クゥーァアィ、クゥーアィ〉、広東語拼音：ho2ngoi3）」と互換性があるため、この語がそのまま日本語の「かわいい」の意味にも転用されている[17]。また、それとは別に、日本語発音 [ /kaɯβ̞ii/（カワイイ）] を音訳した「卡哇伊（普通話拼音：kǎwāyī〈日本語音写例：カァーゥアイー〉、広東語拼音：ka1wa1yi1、ka2wa1yi1〈日本語音写例：カァーゥアイー〉）」が現地語化している[18]。初出の時期は不明。Google Trendsが遡れる最古の2004年の段階で検索ワードとして使われている[19]ほか、百度百科は2006年4月にサービスを開始しているが、2006年4月の段階で卡哇伊の記事が作られているので[20]、これよりも前から使われている。

- 欧米の諸言語には、現代日本語でいう「かわいい」の概念を正しく対訳できる語が存在しない。

たとえば、英語の "cute（日本語音写：キュート）" や、イタリア語の "carino（日本語音写：カリーノ）" と "carina（日本語音写：カリーナ）" は、いずれも「未熟なもの」「幼児的愛らしさ」という本来の意味での「かわいい」くらいの表現しかないため、日本発の概念を表すのには "kawaii" を用いることが多いようである。
ロシア語では、現代日本語「かわいい」に由来する "кавай（ラテン翻字：kavaj など、日本語音写例：カヴァーイ）" とその異表記 "кавайи（ラテン翻字：kavaji など、日本語音写例：カヴァーイ）" があるが、他の欧米諸言語と同じく漫画・アニメ文化を中心として広まったため、日本語「かわいい」の本義よりも日本語「萌え」に近い意味合いで使用される傾向が強く、また、形容詞化された "кавайный（ラテン翻字：kavajnyj など、日本語音写例：カヴァーイヌィ）" も散見される。
- フランスには "Kilo Shop Kawaii（キロショップ カワイイ）" を屋号として掲げる古着屋があり[21]、パリ本店やルーアン店で古着を重量単位の価格で販売（量り売り）している[21]。2014年5月23日から[22][23]、この業者は「KILO SHOP TOKYO」を謳って東京の表参道へも進出しており[24]、ラフォーレ原宿店[21][24]と五本木店（ラフォーレ原宿内に所在）[24]がある。
- 日本（特に原宿）を中心として世界から注目を集めるポップカルチャーとしてのKawaiiカルチャーについては『一般社団法人GLOBAL KAWAII協会』[25][26][27]が日本国内外で研究活動を行っている。同協会理事で文化社会学者のミーガン・キャサリン・ローズによれば、Kawaiiカルチャーについて研究を行う研究者は世界的に5～6人程度しか居らず、明確に整理されていない部分が多い[28]。また同協会理事でKawaiiカルチャーの代表的存在である紅林大空によると論文数も少ない[29]ため、全容を明確に把握するためには今後も研究の拡大が必要である。

「カワイイ」の文化論的著作としては、マンチェスター大学所属のイギリス人社会学研究者シャロン・キンセラ (Sharon Kinsella) が1995年に著した『Cuties in Japan 』、『ニューヨークタイムズ』誌の記者ケン・ベルソン（Ken Belson）と『ブルームバーグ ビジネスウィーク』誌の東京支局長ブライアン・ブレナー（Brian Bremner）が2007年に刊行した共著『The Remarkable Story of Sanrio and the Billion Dollar Feline Phenomenon（巨額を稼ぎ出すハローキティの生態）』、日本人比較文学者・四方田犬彦が2006年（平成18年）に著した『「かわいい」論』などがある。これらの著作では、「カワイイ」を日本発の感性価値としたうえで、未成熟なものを不完全なものとみなす従来のヨーロッパの価値観に対して、それらを「カワイイ」ものとして肯定的に評価する日本的な美の原理に特徴を見いだしている。

## ギャラリー

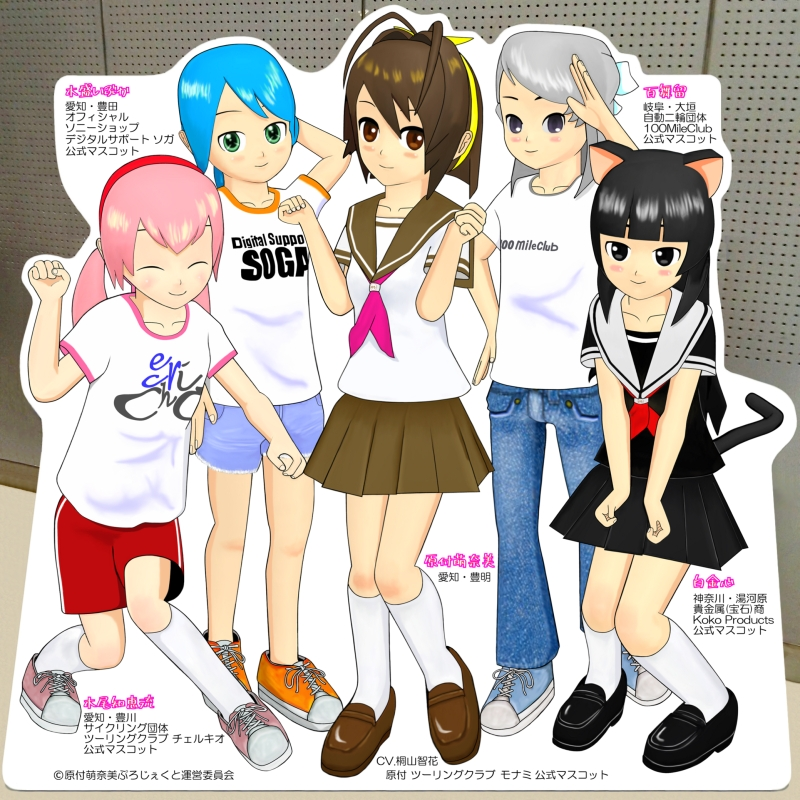
かわいい少女のキャラクターは町おこしに利用されたり、文化や産業の振興、店舗、企業のマスコットとしても、あらゆる方面で広く利用されている。
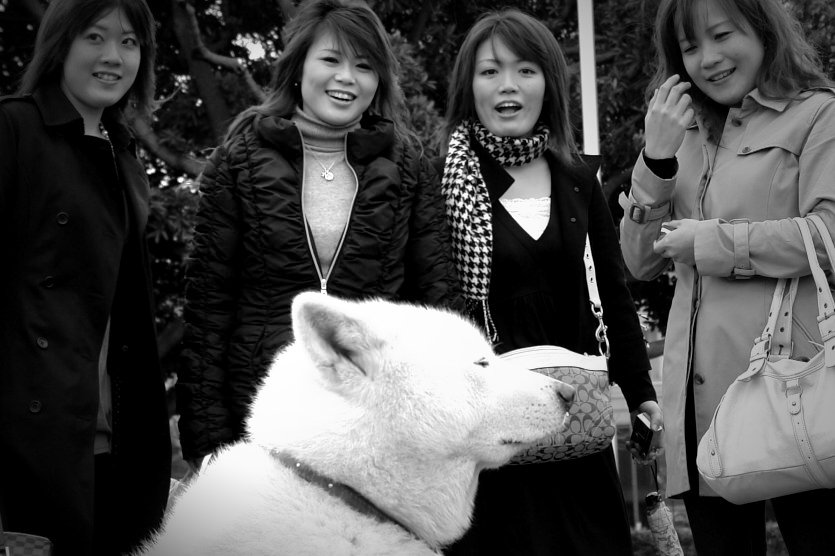
「かわいい」という語は、動物を愛でるのにも用いられる。
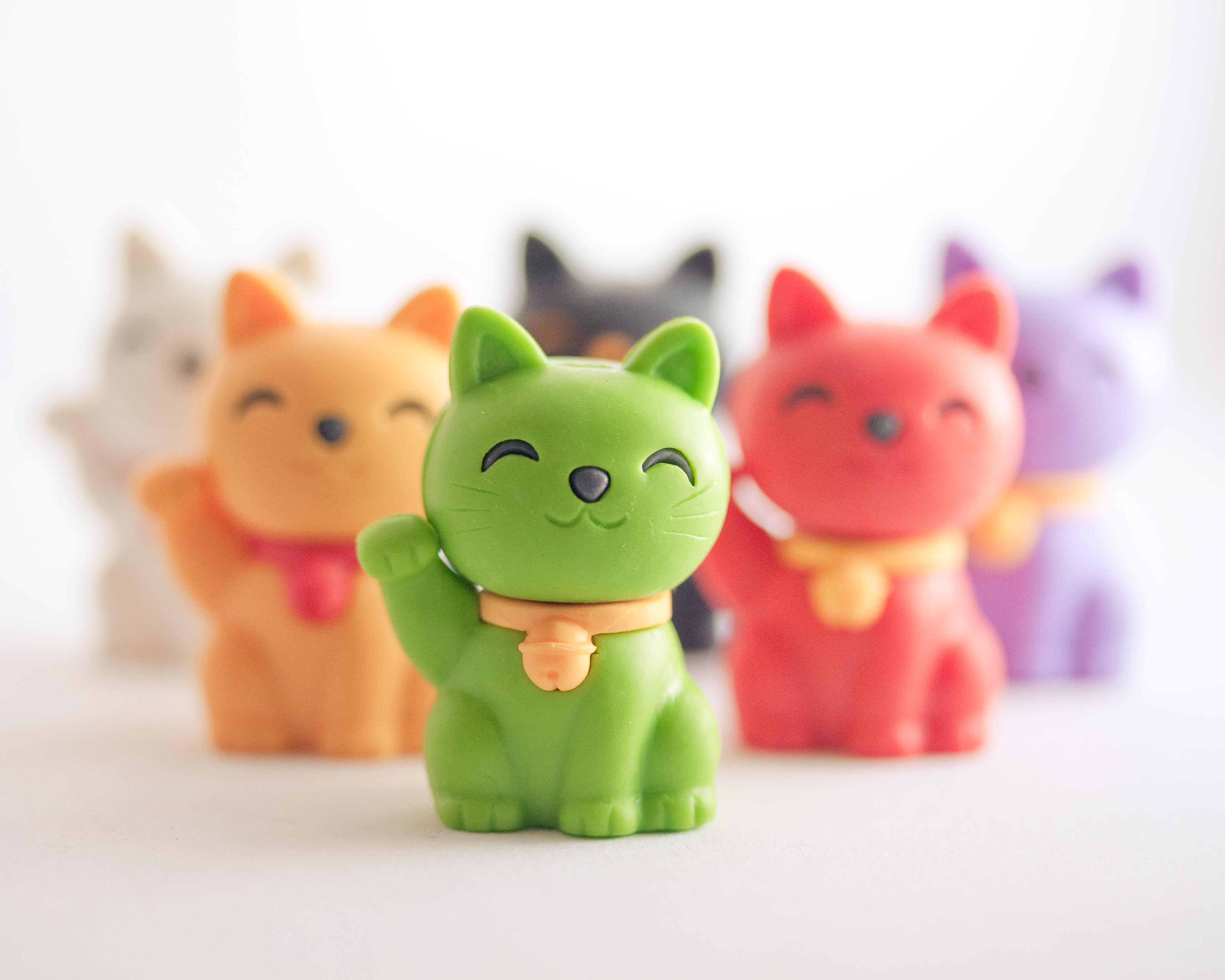
旧来の意匠から大きく離れて「かわいい」方向へ変化した招き猫の一例。
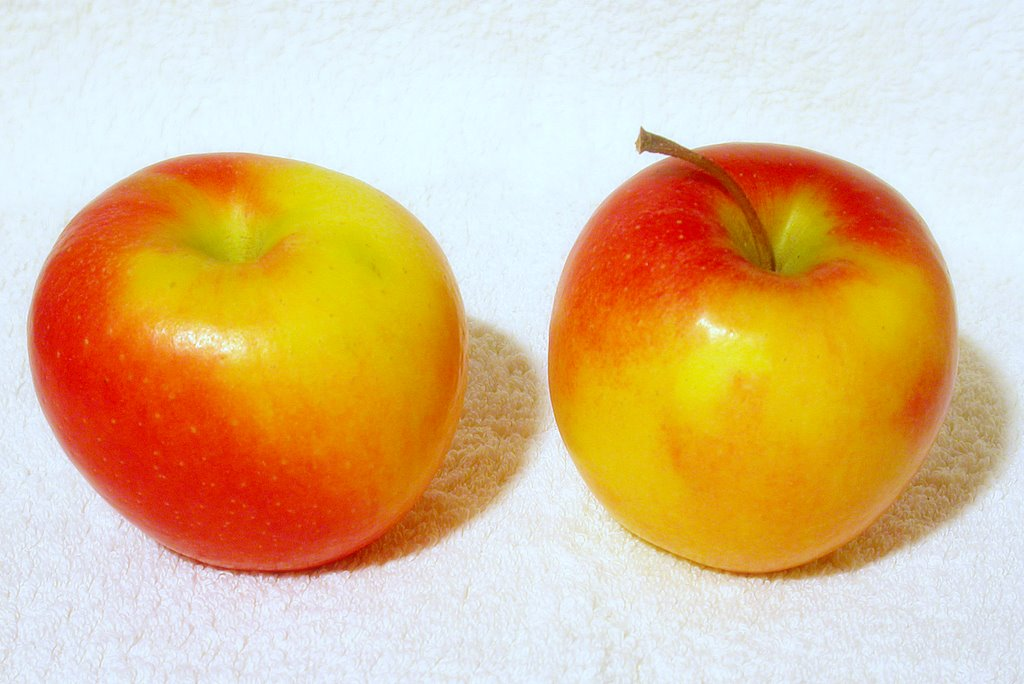
様々なものがかわいいものであり得る。

## 歴史

### 少女誌における可愛い抒情画の登場
少女誌における抒情画は元々センチメンタル（おセンチ）な作風が中心となっていたが、1928年に少女誌「少女世界」でデビューした抒情画家の松本かつぢは作風を差別化するためとして「明るくて可愛い抒情画」を確立した。
またその松本かつぢの抒情漫画『くるくるクルミちゃん』は長期連載となり、多くの可愛いキャラクターグッズが作られていった。

### 魔女作品における「かわいい」の使用（1960年代）
1966年〜1970年にNETテレビ（現テレビ朝日）がアメリカドラマ『I Dream of Jeannie』を『かわいい魔女ジニー』として放送し、次いで1971年には東京12チャンネル（現テレビ東京）がアメリカアニメ『Sabrina the Teenage Witch』を『かわいい魔女サブリナ』として放送した。
また日本のテレビアニメでも1966年〜1968年にNETテレビ系で放送の最初の東映魔女っ子シリーズ『魔法使いサリー』の第一話のサブタイトルが「かわいい魔女がやってきた」となっていた。

### 水森亜土とサンリオブーム（1970年代〜）
1970年代以前より子供向け番組の出演者「水森亜土」（あどタン）が人気となっており、あどタンの使う亜土文字や亜土言葉は少女の間で今風と評価されていた。1970年代の少女漫画では『別冊少女フレンド』に『UッK-UK-亜土ちゃん』や『あなたと亜土たんのおてまみ広場』が連載されていた。
また1960年代後半に「亜土ネコミータン」などの水森亜土イラストのキャラクターグッズを発売していた山梨シルクセンターが1970年代にサンリオとなって台頭し、1971年にはサンリオが新宿でファンシーグッズのショップを構え、1974年にはオイルショックによる紙不足を見越して事前に紙を調達していたサンリオが安価にファンシーノートを提供してファンシーノートのブームを起こした。これらの流れによって若い女性の間では「かわいい」「ファンシー」がブームとなっていった。
少女漫画誌『りぼん』でもたびたび水森亜土のイラストのグッズを付録にしており、1974年にはアイドルグッズの付録を減らして少女漫画絵のかわいいグッズを付録するようになった。
また1978年には大洋商会がアクセサリーの取り扱いを始めて翌1979年にはサン宝石へと改名、サン宝石は安くてかわいい子供向けのアクセサリーの販売会社へと転換していった。

### 「かわいい」の乱用
1970年代には『かわゆい』という語が少女漫画誌『りぼん』の漫画『キノコ♥キノコ』（みを・まこと）のキャッチコピーなどで使われ始め、1980年代初頭にはギャルにおいて「ウッソー」「ホントー」「カワユーイ」の三語を中心に喋るのが流行していった（三語族）。
この頃には女性による『かわいい』という言葉の乱用が目立つようになり、1990年代には『キモかわいい』という言葉まで登場した（#キモかわいいを参照）。
創作物では1987年より連載の漫画『らんま1/2』に黒い子ブタ（Pちゃん）を可愛いとして持ち帰ろうとするキャラクター『白鳥あずさ』が登場している。

### 平成ポップの登場
1986年にはローティーン向けファッション誌『ピチレモン』が登場するなどローティーンのファッション意識の高まりがあり、1980年代末にはナルミヤ・インターナショナルの子供服ブランドであるmezzo pianoやエンジェルブルーが登場、平成にはカラフルでポップな子供服が人気となっていった。
1993年にはJリーグの応援にカラフルなミサンガが流行し、同年には女子学生にもミサンガがファッション的に流行した。次いで翌1994年には米国の派手でカワイイアクセサリーを販売するチェーンストア「クレアーズ」がイオンとの合弁の形で日本へと進出した。
1990年代後半には「平成のナゴムギャル」と呼ばれた篠原ともえのファッションが人気となり、このシノラーブームによって原宿の街にカワイイ文化が広がっていった。また1998年頃にはそれに加えてチープなアクセサリーを多用して装飾したデコラファッションも流行した（原宿のファッション史#個性的なファッションも参照）。

### 制服ブーム
2000年代後半には服装自由な学校が増えたこともあってカワイイ「なんちゃって制服」が人気となりはじめ、それに合わせて「制服ディズニー」もブームとなっていった。
またアイドルでは元地下アイドルからチェック柄の制服風衣装で踊る『AKB48』が登場、こちらも人気となっていった。

### 萌えの登場からカワイイの上位形の登場
1998年よりはユニクロのフリースのブームが起き、次いで2002年よりは女子学生において大きめのカーディガンを萌え袖にして着るのがブームとなった。
一方、2005年夏には『かわいいは、正義!』をキャッチコピーとする漫画『苺ましまろ』がアニメ化されたほか、2005年夏秋には可愛いの派生形『オメガかわいい』という語の登場する漫画『ぱにぽに』が『ぱにぽにだっしゅ!』としてアニメ化された。
同時期の2005年にはDailymotion、YouTubeなどの動画共有サイトが登場し、翌2006年にはYouTubeに乗っかる形でニコニコ動画も登場した。動画共有サイトでは無断アップロードされたSFアニメ『涼宮ハルヒの憂鬱』（2006年春夏）や萌えアニメ『らき☆すた』（2007年春夏）など日本のアニメが大きな再生数を獲得し、特に『らき☆すた』では聖地巡礼がブームとなって鷲宮神社に参拝する人が年々増加、2012年時点で47万人まで上ったとされる。この頃にはミーハーなオタク、いわゆる『ゆるオタ』が急増し、2012年の電通の「『オタクが好きなもの』調査」によれば若者の男女4割はオタクを自認していたとされたとされる。
また当時はブログブームも起きており、2000年代後半頃には2ちゃんねる用語を用いてアニメ語りやコスプレなどを行う『中川翔子』（しょこたん）のブログ『しょこたん☆ぶろぐ』が人気となり、2006年には女子中学生向け雑誌『Hana*chu→』の流行語ランキングに中川翔子の使う『ギザカワユス』が入賞し、2007年の『新語・流行語大賞』にも『カワユス』『ギザカワユス』の語がノミネートされた。また『テラカワユス』、『ギガントカワユス』などの表現も流行していった。

### 「かわいいはつくれる」の登場
2009年には花王がヘアケアブランド『エッセンシャル』の宣伝のために『カワつく団』（カワイイをつくる団）を結成し、テレビCM「ハピネストーク篇」「シアバターでしあわせ篇」などで『かわいいはつくれる』というキャッチコピーを広めていった。当時の花王の社長によれば当時の20代女性はダメージケアよりもカワイイ髪型などカワイイものに興味を持っており、このカワイイ好きの層の支持を獲得するためにこのキャッチコピーを選んだとしている。
2011年には青文字（原宿）系モデルの『きゃりーぱみゅぱみゅ』が音楽PV『PONPONPON』によって原宿系アイドルとして台頭、同年に『きゃりーぱみゅぱみゅ』が猫耳ヘアを披露すると、女子学生にそれが流行し、学校にも手間のかかるカワイイ猫耳ヘアで行くブームが起きた。
アニメでは2013年にスクールアイドル物の『ラブライブ!』が登場し、その中で努力によりラブリーへと到達するアイドル『矢澤にこ』が登場、女子学生にもカワイイとして人気となっていった。

### ゆめかわいいの登場
裏原宿にある増田セバスチャンのファッションショップ「6%DOKIDOKI」よりフェアリーファッション (フェアリー系) が登場した。
2013年にはファッションモデルのAMOが「ゆめかわいい」を提唱、ファッション雑誌では『LARME』が「ゆめかわいい」を広めていった。
創作物では2017年〜2018年のアニメ『アイドルタイムプリパラ』に「ゆめかわアイドル」の主人公「夢川ゆい」が登場した。

### 病みかわいいからメンヘラかわいいの登場
2013年頃にはゆめかわいいの派生として「病みかわいい」（病みカワ）も登場した。
2016年には「メンヘラかわいい」をキャッチコピーとするナナヲアカリが登場し人気となっていった。
2022年には『超絶最かわてんしちゃん』（超てんちゃん）の登場するメンヘラ育成ゲーム『NEEDY GIRL OVERDOSE』が登場、その主題歌『INTERNET OVERDOSE』も人気となっていった。

### 「可愛くなりたい」ソングの登場
2007年12月にはボーカロイド『初音ミク』の曲から「今日の私はかわいいのよ!」という歌詞を含む恋愛ソング『メルト』が登場し、ニコニコ動画において人気となっていった。
またニコニコ動画においては歌い手によるボーカロイド曲の『歌ってみた』もブームとなっていったが、2016年にはその『歌ってみた』界隈で活動していた集団『HoneyWorks』のオリジナル恋愛ソングシリーズ『告白実行委員会〜恋愛シリーズ〜』から「誰だって可愛く変わりたいんだ」という歌詞の含む恋愛をテーマとしたキャラクターソング『可愛くなりたい』が登場した。
一方、スマートフォンでは2010年代に前述の『ラブライブ!』シリーズのリズムゲーム『ラブライブ! スクールアイドルフェスティバル』（スクフェス）を皮切りにアイドルリズムゲームがブームとなっていったが、2017年には国内ユーザー1700万人のアイドルリズムゲーム『アイドルマスター シンデレラガールズ スターライトステージ』（デレステ）より「可愛くなりたい」をテーマとした期間限定イベント「Kawaii make MY day!」が開催され、同イベントより可愛くなることをテーマとしたユニット曲『Kawaii make MY day!』が登場している。

### 可愛いイラストの描き方本の登場
2000年代頃よりは『激マンシリーズ』の『女性キャラを描いてみよう!』（2005年）や『漫画の教科書シリーズ』の『萌えキャラの上手な描き方』（2008年）、『漫画の強化書シリーズ』の『美少女キャラの描き方―美少女ヒロイン編』（2008年）などのかわいい女性キャラクターの描き方本が登場した。
次いで子供向け描き方本でも2011年に西東社の『ミラクルシリーズ』より「かわいい女の子」を描くための漫画イラストの実用書『ミラクルかける!ラブリーまんがキャラマスター』が、2012年より新星出版社の漫画イラストの実用書『めちゃカワ!!胸キュンまんがイラスト ラブリーコレクション』を始めとする『めちゃカワ!!』シリーズが登場し、これらは書店において一大コーナーを形成していった。

### 可愛くなるための実用書の登場
2008年には女装男子向けの実用書『オトコの娘のための変身ガイド―カワイイは女の子だけのものじゃない』（遊タイム出版）などが登場し、2009年には女装男子が急増した。
また、2010年には前述の『ミラクルシリーズ』より「カワイイの作りかた教えちゃう!」というキャッチコピーの付いたオシャレの実用書『ミラクルかわる！キレイ＆おしゃれのヒミツ』が登場し、2016年には前述の『めちゃカワ!!』シリーズよりオシャレの実用書『めちゃカワ!!おしゃれパーフェクトBOOK』が登場した。
次いで2019年には子供向けの実用書として内面を可愛くするための本『自分をもっと好きになる 【ハピかわ】かわいいのルール』（池田書店）が登場し人気となり、この本は本来のターゲットを超えて大人の単身世帯にまで人気が拡大していった。

### かわいいによる自己肯定感爆上げソングの流行
2022年には前述のHoneyWorksより推し活ソング『可愛くてごめん』が登場し、TikTokで大きくバズったこともあって、大人気となっていった。
また同2022年には前述のきゃりーぱみゅぱみゅの所属するアソビシステムよりKAWAII LAB.が誕生、前述のソング「可愛くてごめん」やこのKAWAII LAB.によって、「かわいい」による『自己肯定感爆上げソング』がブームとなっていった。

## 関連雑誌
- コミックキューン - 漫画雑誌。キャッチコピーは「あなたのために作った、かわいいコミック誌」。

## 関連作品

### 歌
- サンリオピューロランド
  - KAWAII FESTIVAL（2015年） - Miracle Gift Parade劇中歌
  - KAWAIIはフルカラー（2025年）[102]
  - KAWAIIは正義（2025年）[102]
  - KAWAIIは最高（2025年）[102]
  - KAWIIはありのままに（2025年）[102]
- 私に天使が舞い降りた!
  - アタシ♡カワイイ♡宣言!!![* 18]（2019年、姫坂乃愛（鬼頭明里））
- キラッとプリ☆チャン[* 19]
  - シアワ星かわいい賛歌（2019年、金森まりあ（茜屋日海夏））
- 坂道シリーズ
  - アザトカワイイ（2020年、日向坂46）
- HoneyWorksの「告白実行委員会〜恋愛シリーズ〜」
  - 可愛くなりたい（2016年、成海聖奈（雨宮天））
  - 可愛くてごめん（2022年、中村千鶴（早見沙織））
  - #超絶かわいい（2023年、mona（夏川椎菜））
  - 可愛くなれたらいいのに（2023年、中村千鶴（早見沙織））
- KAWAII LAB.
  - わたしの一番かわいいところ（2022年、FRUITS ZIPPER）
  - かわいいだけじゃだめですか?（2024年、CUTIE STREET）
  - NEW KAWAII（2024年、FRUITS ZIPPER）
  - レベチかわいい!（2025年、CANDY TUNE）
  - KawaiiってMagic（2025年、FRUITS ZIPPER）
  - Kawaii Kaiwai（2025年、PiKi） - 	アニメ「その着せ替え人形は恋をする」Season 2 エンディング曲
- 超ときめき♡宣伝部
  - かわいいメモリアル（2023年、超ときめき♡宣伝部）
  - 最上級にかわいいの!（2024年、超ときめき♡宣伝部）
- 学園アイドルマスター
  - 世界一可愛い私[90]（2024年、藤田ことね（飯田ヒカル））

また音楽ジャンルではカワイイメタル、カワイイ・フューチャー・ベースが存在する。

### バラエティ番組
- 東京カワイイ★TV（2008年〜2013年、NHK総合）
- かわいいちゃんねる（2020年〜、AbemaTV）
- カミングフレーバーのかわいい+（2020年〜2021年、Locipo・GYAO!）
- FRUITS ZIPPERのNEW KAWAIIってしてよ?（2025年〜、テレビ朝日）
- CUTIE STREETのちきゅーKAWAII計画（2025年〜、日本テレビ）

### 映画および映画化された作品
- 可愛いくて凄い女（1966年、東映）
- 可愛いだけじゃダメかしら（1993年、ヘラルド・エース配給） - フランス映画
- ちょっとかわいいアイアンメイデン（2014年7月、KADOKAWA配給） - 原作は2011年より4コマnanoエース→ヤングエース連載の同名の漫画

### ドラマおよびドラマ化された作品
- 可愛いだけじゃダメかしら?（1999年冬、テレビ朝日系） - 原作はKiss連載の漫画『いけいけ!バカオンナ』
- 博多弁の女の子はかわいいと思いませんか?（2019年7月、福岡放送） - 原作は2016年よりチャンピオンクロス連載の同名の漫画

### アニメおよびアニメ化された作品
- 苺ましまろ（2005年夏、TBS） - 原作は2001年より月刊コミック電撃大王連載の同名の漫画。キャッチコピーは「かわいいは、正義!」[63]。
- 俺の妹がこんなに可愛いわけがない（2010年秋、TOKYO MXほか） - 原作は2008年より電撃文庫刊行の同名の小説
- 可愛ければ変態でも好きになってくれますか?（2019年夏、TOKYO MXほか） - 原作は2017年よりMF文庫J刊行の同名の小説
- トニカクカワイイ（2020年秋・2023年春、TOKYO MXほか） - 原作は2018年より週刊少年サンデー連載の同名の漫画
- 可愛いだけじゃない式守さん（2022年春夏、テレビ朝日系） - 原作は2019年よりマガジンポケット連載の同名の漫画
- 道産子ギャルはなまらめんこい（2024年冬、テレビ東京ほか） - 原作は2019年より少年ジャンプ+連載の同名の漫画
- ちいかわ なんか小さくてかわいいやつ（2024年春〜、フジテレビ系） - 原作は2020年よりTwitter連載の同名の漫画
- ぷにるはかわいいスライム（2024年秋・2025年夏、テレビ東京系） - 原作は2022年より週刊コロコロコミック連載の同名の漫画
- 黒岩メダカに私の可愛いが通じない（2025年冬、テレビ東京系） - 原作は2020年より週刊少年マガジン連載の同名の漫画
- クラスで2番目に可愛い女の子と友だちになった（2026年、未発表） - 原作は2020年よりカクヨム連載の同名の小説

### その他の漫画
- かわいい後輩に言わされたい
- 比羅坂日菜子がエロかわいいことを俺だけが知っている。
- 姫ヶ崎櫻子は今日も不憫可愛い
- 幼馴染の異常可愛い妹ちゃん